# Contea di Harrison (Kentucky)
La contea di Harrison (in inglese Harrison County) è una contea dello Stato del Kentucky, negli Stati Uniti. La popolazione al censimento del 2000 era di 17 983 abitanti. Il capoluogo di contea è Cynthiana